# 933

## Догађаји
- Иго од Италије, краљ Италије, покреће експедицију у Рим да уклони римског владара (принцепса) Алберика II и освети његово понижење (види 932). Међутим, то не успева пошто римске грађанске милиције одбијају лангобардску војску. Иго пустоши италијанска села, пре него што се повуче у Павију.
- 15. март – Битка код Мерзебурга: Краљ Хенрик I Птичар побеђује Мађаре код Мерзебурга након његовог одбијања да плати годишњи данак. Током Хенрикковог живота они никада више нису извршили рацију на Источнофраначко краљевство.
- Вилијам I Нормандијски, војвода од Нормандије, признаје краља Рудолфа Бургундског за свог господара. Заузврат, он даје Вилијаму полуострво Котентин и Каналска острва.
- Принц Едвин, најмлађи син покојног краља Едварда Старијег, удављен је на путу за Западно франачко краљевство и сахрањен у Сен Бертену.
- Фатимидске снаге нису успеле да преузму Магреб ал-Аксу (савремени Мароко) од локалних берберских племена која су била савезничка калифату Кордоба са седиштем у Иберији.

- Бекство Часлава, сина Клонимира, из Преслава у Србију.
- Уједињење Бургундије. Краљевина је формирана са центром у Арлу (Арелат). Рудолф II, краљ Арелата (Бургундија).
- 15. март — Битка код Ријаде. Велика победа Немаца над Мађарима.
- Теофилакт (р. 917), најмлађи син Романа Лакапина, постаје цариградски патријарх.

## Смрти
- Википедија:Непознат датум — Свети Трифун - патријарх Цариградски и хришћански светитељ.
- Википедија:Непознат датум — Харалд Лепокоси, први краљ Норвешке (872—930).